# Honor pułku
Honor pułku – brytyjski kryminał z 1975 roku na podstawie sztuki Barry'ego Englanda.

## Główne role
- Michael York – porucznik Arthur Drake
- Richard Attenborough – major Lionel E. Roach
- Trevor Howard – pułkownik Benjamin Strang
- Stacy Keach – kapitan Harper
- Christopher Plummer – major Alastair Wimbourne
- Susannah York – Marjorie Scarlett
- James Faulkner – porucznik Edward Millington
- Michael Culver – porucznik Richard Fothergill
- Michael Byrne – porucznik Toby Strang

## Fabuła
Indie, rok 1878. Brytyjscy porucznicy Arthur Drake i Edward Millington odbywają służbę w 20. Pułku Lekkiej Kawalerii. Podczas jednego z wojskowych balów, Marjorie Scarlett – wdowa po bohaterze pułku, oskarża Millingtona o napaść seksualną. Pułkownik Benjamin Strang zwołuje sąd, któremu przewodzi młody adiutant Rupert Harper. Obrońcą Millingtona zostaje Drake, dla którego sprawa nie jest jednoznaczna. Zwłaszcza że zeznania są sprzeczne, a pół roku wcześniej inna wdowa, pani Bandanai, także została napadnięta.